# Kevin Brooks
Kevin Brooks (Pinhoe, Exeter, 30 maart 1959) is een Britse auteur van voornamelijk jeugdliteratuur. Zijn boek The Bunker Diary, dat in 2013 door Penguin Books werd uitgegeven, won in 2014 de Carnegie Medal voor beste nieuwe boek voor kinderen of jongvolwassenen gepubliceerd in het Verenigd Koninkrijk.

## Biografie
Brooks werd op 30 maart 1959 als derde van drie broers geboren in Pinhoe, een dorp aan de rand van Exeter in het zuidwesten van Engeland. Op 11-jarige leeftijd won hij een beurs voor de Exeter School, waar hij zich vervreemd voelde van de andere leerlingen en waar hij troost vond in de wereld van fictie. Hij studeerde psychologie en filosofie aan de Aston University in Birmingham. Zijn vader stierf toen hij twintig was.
Brooks debuutroman Martyn Pig werd in 2003 gepubliceerd door Chicken House, waar het werd uitgegeven door de oprichter van dat bedrijf, Barry Cunningham. Samen ontvingen zij een Branford Boase Award "voor auteurs en hun uitgevers", die jaarlijks wordt toegekend aan een bijzondere Britse roman voor jonge mensen geschreven door een debuterend schrijver.